# Kamuzu Stadium
Il Kamuzu Stadium è uno stadio calcistico di Blantyre, nel Malawi.
Ospita le partite casalinghe dei Big Bullets, dei Mighty Wanderers, dell' Escom Utd e della nazionale del Malawi. Ha una capienza di 65 000 posti.

## Storia
Lo stadio era originariamente chiamato Rangeley Stadium durante l'era coloniale per commemorare il funzionario pubblico britannico William H. J. Rangeley. In seguito divenne noto come Kamuzu Stadium, dal nome del primo presidente del Malawi, Hastings Kamuzu Banda, quando il Malawi ottenne l'indipendenza dalla Gran Bretagna.
Le tribune principali furono progettate e disegnate da L Jeffery e Steve Price, i lavori furono completati nel 1968. Successivamente il nome fu cambiato in Stadio Chichiri sotto il presidente Bakili Muluzi; tuttavia, sotto il successore di Muluzi, Bingu wa Mutharika, il nome Kamuzu Stadium fu ripristinato nel 2004.